# Black Knight (serie televisiva)
Black Knight (택배기사?, TaekbaegisaLR; lett. "Il fattorino") è una serie televisiva sudcoreana distribuita su Netflix il 12 maggio 2023. Tratta dall'omonimo webtoon di Lee Yun-kyun, è ambientata in un futuro distopico dove l'inquinamento atmosferico è diventato un grave problema dopo che l'impatto con una cometa ha distrutto buona parte del mondo e costretto i sopravvissuti a dipendere da bombole e maschere d'ossigeno consegnate da fattorini speciali.

## Personaggi e interpreti
- 5-8, interpretato da Kim Woo-bin
- Ryu Seok, interpretato da Song Seung-heon
- Yoon Sa-wol, interpretato da Kang You-seok e Choi Seung-hoon (da giovane)
- Jeong Seol-ah, interpretata da Esom